# Arena Varaždin

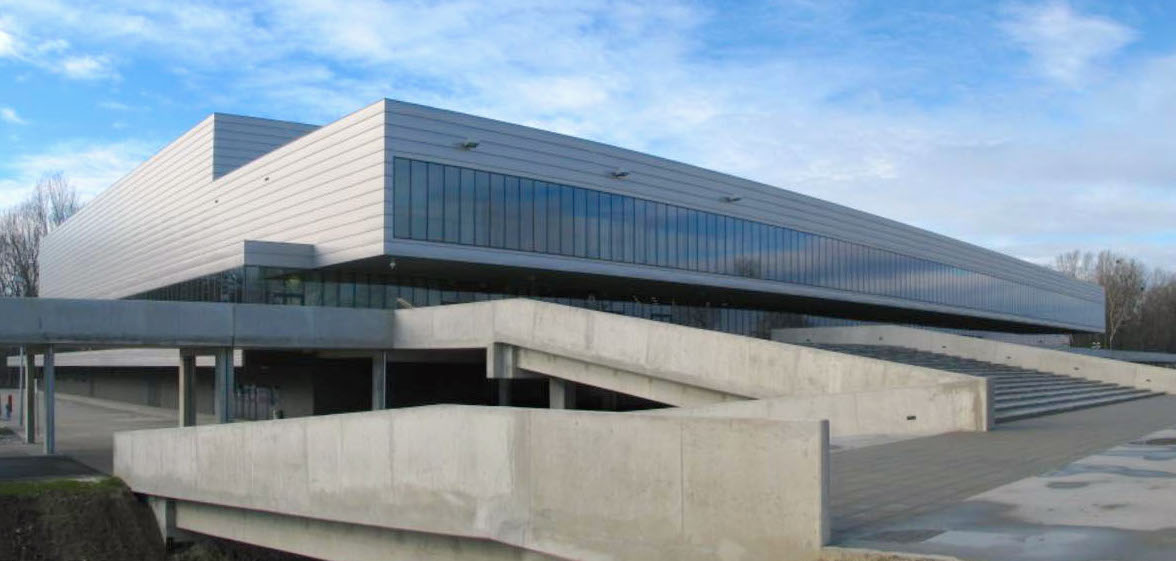
Vista dell'esterno

La Arena Varaždin è un'arena di Varaždin. È usato principalmente per ospitare partite di pallamano e pallacanestro. Lo stadio ha una capienza di 5.400 persone. È stato utilizzato come uno dei palazzetti durante il Campionato mondiale maschile di pallamano nel 2009. Ha ospitato tutte le partite del Gruppo C che era composto dalle squadre nazionali di Germania, Macedonia, Algeria, Polonia, Russia e Algeria. L'arena è stata ufficialmente inaugurata il 6 dicembre 2008.
Nel 2018 ha ospitato gli europei maschili di pallamano.
L'arena ha ospitato vari eventi di diversi dagli sport, come i campionati di ballo, varie esposizioni, eventi affiliati alla scuola e concerti.